# Castleton Knight
Pour les articles homonymes, voir Knight.
Castleton Knight est un réalisateur et producteur britannique, né le 9 août 1894 à Bromley et mort le 3 avril 1970  à Battle.

## Filmographie partielle
Comme réalisateur
- 1929 : The Plaything (en)
- 1929 : The Flying Scotsman
- 1929 : The Lady from the Sea (en)
- 1930 : Kissing Cup's Race (en)
- 1940 : For Freedom (en)

Comme producteur
- 1953 : Une reine est couronnée (A Queen Is Crowned) de Christopher Fry (documentaire)